# Arnholm
Arnholm är en holme i Geta kommun på Åland (Finland). Den ligger mellan Isaksö i söder och Lökö i norr. Sundet mellan Arnholm och Isaksö kallas Arnholms sund och här passerar farleden från Bottenhavet vid Idskär ner mellan Eckerö och Hammarland.
Öns area är 13,1 hektar och dess största längd är 0,6 kilometer i nord-sydlig riktning. I omgivningarna runt Arnholm växer i huvudsak barrskog.
Arnholms högsta punkt är 11 meter över havet och arean är 0,14 kvadratkilometer. På Arnholm finns tre fritidsfastigheter.